# Aszódi Attila
Aszódi Attila (Szeged, 1969. október 16. –) mérnök, egyetemi tanár, tudományos intézményvezető, egykori államtitkár, kormánybiztos.

## Életpályája

### Tanulmányai
1984–88 között a Petőfi Sándor Gimnáziumba, Kiskőrösre járt. Energetikai mérnöki oklevelét a BME Gépészmérnöki Karán (1988–91) Pakson, gépészmérnöki oklevelét a BME Gépészmérnöki Kar Folyamattervező Szakán (1991–93) Budapesten szerezte. 1993–1996 között doktori ösztöndíjjal a BME Energetika Tanszékének munkatársa lett. Eközben 1994–96 között a németországi Verein für Kernverfahrenstechnik und Analytik Rossendorf és a Forschungszentrum Rossendorf Institut für Sicherheitsforschung intézetben is dolgozott. PhD-védése 1997-ben volt, majd 2010-ben szintén a BME-n habilitált. 2014-ben egyetemi tanári címet szerzett.

### Szakmai tevékenysége
1997-től 1999-ig a BME Nukleáris Technikai Intézetében dolgozott adjunktusként, majd 2002-ben az Intézet igazgatóhelyettesévé, 2004-ben igazgatójává nevezték ki, amely tisztséget 2014-ig viselte.
1999–2012 és 2013–2014 között a BME NTI Atomenergetika Tanszék (korábbi elnevezése Oktatóreaktor Nagylaboratórium) vezetője, 2012 augusztusa és 2013 márciusa között pedig a BME tudományos és innovációs rektorhelyettese volt.
2021-től a BME Természettudományi Kar dékánja.
Több mint 200 tudományos publikáció és egy szabadalom szerzője.

### Szakmai közéleti szerepvállalásai
1993-től a Magyar Energetikai Társaság, 1997-től a Német Nukleáris Társaság, 1998-től a Magyar Nukleáris Társaság tagja, 2001-től elnökségi tagja. 1999-től az MNT fiatal tagozatának, a Fiatalok a Nukleáris Energetikáért (FINE) tagja, 2001–2003 között stratégiai elnöke. 2003-től a Magyar Tudományos Akadémia Energetikai Bizottság tagja, 2006-tól az MTA Energetikai Bizottság elnöke.
2004-től a VVER nukleáris reaktorokat üzemeltető országok tudományos együttműködési fóruma (Atomic Energy Research, AER) tudományos tanácsának tagja, 2005-től az AER „G” munkacsoport (AER Working Group G – “3D Thermal-Hydraulics”) megalapítója és elnöke.
2007-től az Országos Atomenergia Hivatal Tudományos Tanácsának tagja.

### Politikai pályája
Atomenergetikával kapcsolatos politikai szerepet több kormányzati ciklus idején is vállalt. 2003 májusa és 2004 júniusa között a Gazdasági és Közlekedési Minisztérium Paksra kiküldött miniszteri biztosa volt.
A fukusimai atomerőmű-baleset után 2011. december – 2012. április között az Európai Bizottság Európai Atomerőművek Célzott Biztonsági Felülvizsgálata projektjének (az ún. Stressz-tesztnek) szakértőjeként dolgozott.
2014 és 2017 között a Miniszterelnökségen a paksi atomerőmű teljesítményének fenntartásáért felelős kormánybiztosa, 2017-től az atomerőmű kapacitásának fenntartásáért felelős államtitkára volt. A köztársasági elnök – a miniszterelnök javaslatára – a 18/2019. (I. 15.) KE határozattal 2019. január 15-i hatállyal államtitkári megbízatása alól felmentette.

## Díjai, elismerései
- MTA – Paksi Atomerőmű Wigner Jenő-díja, 2009
- Magyar Köztársaság Arany Érdemkeresztje, 2008
- Magyar Hírlap, „Az 50 legsikeresebb magyar fiatal”, helyezett, 2003
- „Promotio sub auspiciis praesidentis Rei Publicae” doktorrá avatás a köztársasági elnök kitüntetésével, 1998
- Nemzetközi Ifjúsági Kamara (Junior Chamber International) „Tíz kiemelkedő fiatal” pályázat, Különdíj, 1998
- Jövő Energetikusa alapítvány „A Jövő Energetikusa" díj, 1997
- Felsőoktatási Tanulmányi Érdemérem, 1992

## Szakmai tevékenysége
- atomerőművek termohidraulikája, – hő- és áramlástani folyamatok szimulációja (CFD = Computational Fluid Dynamics), háromdimenziós modellezés
- atomerőművi főberendezésekben lejátszódó termohidraulikai és termodinamikai folyamatok szimulációs vizsgálata
- atomerőművek biztonsága, biztonsági elemzések
- folyadékokban és többkomponensű rendszerekben lejátszódó természetes konvekciós folyamatok kísérleti és szimulációs vizsgálata
- nagy aktivitású radioaktív hulladékok transzmutációjára alkalmas berendezések kifejlesztésére irányuló kutatások
- oktatási célú szimulációs programok fejlesztése, a hozzájuk tartozó oktatási anyagok kidolgozása (a programokat a paksi atomerőmű és a BME rendszeresen alkalmazza oktatásában)
- vízgőz állapotjelzőinek nagypontosságú számítására alkalmas számítógépi programok fejlesztése
- hőerőművi kapcsolások statikus számítására alkalmas hőséma-számító programok fejlesztése
- újgenerációs atomreaktorok biztonsági hűtőrendszerének vizsgálata
- kommunikáció és lakossági kapcsolatok a nukleáris energetikában
- internetes kommunikáció, energetikai, atomenergetikai tárgyú weblapok fejlesztése

## Művei
- Szatmáry Zoltán–Aszódi Attila: Csernobil. Tények, okok, hiedelmek; Typotex, Budapest, 2005 ISBN 963-9548-68-5; OCLC 439206796

## Magánélete
Nős, két leány- és egy fiúgyermekük van.